# Half Life 2 Deathmatch
Half-Life 2: Deathmatch es un videojuego multijugador en primera persona desarrollado por Valve Corporation. Puesto en Steam el 30 de noviembre de 2004, el juego se vende actualmente en 5 diferentes paquetes que incluyen otros juegos similares, y de 4,99 dólares estadounidenses por separado. El juego está incluido actualmente en la colección de Orange Box de Valve, que abarca todos los demás componentes de Half-Life 2 y contiene también el Portal y un DLC de Team fortress 2. El 30 de mayo de 2007, Valve hizo un anuncio que Half-Life 2: Deathmatch junto con Half-Life 2: Lost Coast se pondrían a disposición de forma gratuita a todos los propietarios de las tarjetas ATI Radeon. Sin embargo, más tarde, salió a la luz que esta versión gratuita se distribuía sin la Fuente SDK. El 10 de enero de 2008, Valve anunció que todos los usuarios de NVIDIA GeForce son capaces de descargar Half-Life 2: Deathmatch, junto con Portal: First Slice (La demo oficial de Portal), Half-Life 2: Lost Coast y Peggle Extreme de forma gratuita.

## Armas
Grupo I: Armas blancas
- Palanca: Solo para los Rebeldes.
- Macana eléctrica: Solo para los Combine.
- Pistola gravitatoria: Pistola de energía punto cero.

Grupo II: Armas ligeras
- Pistola USP Match: Pistola de mano semiautomática.
- Colt Python .357 Magnum: Révolver también llamada Magnum.

Grupo III: Armas medianas
- S.M.G: Metralleta.
- Rifle de inducción Combine: Rifle de pulso.

Grupo IV: Armas efectivas
- Escopeta: Tiene disparo normal y doble.
- Ballesta: Funciona como un rifle de francotirador.

Grupo V: Explosivos
- Granada de fragmentación: Granada simple pero efectiva.
- RPG: Lanzamisiles.
- Minas: Dispositivos explosivos perfectas para hacer trampas.

## Modos de juego
Se puede jugar en estilo Deathmatch y en Team Deathmatch.
Deathmatch: Consiste en una lucha de todos contra todos.
Team Deathmatch: Consiste en una lucha entre equipos divididos entre Combines y Rebels.
También es recomendable tener la plataforma de juego Steam,también hecho y desarrollado por Valve Corporation, ya que puedes hablar con multitud de gente de todos los países que juegan a este juego. Además, también se pueden crear clanes.